# Estación de Morata de Jalón
Estación de Morata de Jalón vasútállomás Spanyolországban, Morata de Jalón településen a Madrid–Barcelona-vasútvonalon.

## Kapcsolódó állomások
A vasútállomáshoz az alábbi állomások vannak a legközelebb:
- Estación de Purroy
- Estación de Ricla-La Almunia